# Interlands Albanees voetbalelftal 1946-1949
Deze pagina toont een chronologisch en gedetailleerd overzicht van de interlands die het Albanees voetbalelftal heeft gespeeld in de periode 1946 – 1949.

## Interlands

### 1946
|                                                                         |                                                               |       |            |                                                                                           |
| 22 september Vriendschappelijk № 1 «onderlinge duels» 16:00 uur (UTC+1) | Albanië                                                       | 5 – 0 | Montenegro | Fusha Sportive Adriatik, Shkodër Toeschouwers: 7.000 Scheidsrechter: Qazim Dervishi (ALB) |
| 22 september Vriendschappelijk № 1 «onderlinge duels» 16:00 uur (UTC+1) | Qamil Teliti 29', 75' Ruzhdi Bizhuta 35' Xhelal Juka 60', 62' |       |            | Fusha Sportive Adriatik, Shkodër Toeschouwers: 7.000 Scheidsrechter: Qazim Dervishi (ALB) |

|                                                                    |                                |       |                                                          |                                                                                    |
| 7 oktober Balkan Cup 1946 № 2 «onderlinge duels» 15:00 uur (UTC+1) | Albanië                        | 2 – 3 | Joegoslavië                                              | Qemal Stafastadion, Tirana Toeschouwers: 20.000 Scheidsrechter: Radu Istrate (ROU) |
| 7 oktober Balkan Cup 1946 № 2 «onderlinge duels» 15:00 uur (UTC+1) | Pal Mirashi 6' Qamil Teliti 8' |       | 49' Frane Matošić 52' Stjepan Bobek 57' Zlatko Čajkovski | Qemal Stafastadion, Tirana Toeschouwers: 20.000 Scheidsrechter: Radu Istrate (ROU) |

|                                                                    |                                             |       |                |                                                                                    |
| 9 oktober Balkan Cup 1946 № 3 «onderlinge duels» 15:00 uur (UTC+1) | Albanië                                     | 3 – 1 | Bulgarije      | Qemal Stafastadion, Tirana Toeschouwers: 20.000 Scheidsrechter: Radu Istrate (ROU) |
| 9 oktober Balkan Cup 1946 № 3 «onderlinge duels» 15:00 uur (UTC+1) | Loro Boriçi 30', 65' (pen.) Pal Mirashi 68' |       | 5' asil Spasov | Qemal Stafastadion, Tirana Toeschouwers: 20.000 Scheidsrechter: Radu Istrate (ROU) |

|                                                                     |                  |       |          |                                                                                        |
| 13 oktober Balkan Cup 1946 № 4 «onderlinge duels» 15:00 uur (UTC+1) | Albanië          | 1 – 0 | Roemenië | Qemal Stafastadion, Tirana Toeschouwers: 20.000 Scheidsrechter: Marijan Matančić (YUG) |
| 13 oktober Balkan Cup 1946 № 4 «onderlinge duels» 15:00 uur (UTC+1) | Qamil Teliti 55' |       |          | Qemal Stafastadion, Tirana Toeschouwers: 20.000 Scheidsrechter: Marijan Matančić (YUG) |

### 1947
|                                               |         |                                             |          |                                                                                     |
| 25 mei Balkan Cup 1947 № 5 «onderlinge duels» | Albanië | 0 – 4                                       | Roemenië | Qemal Stafastadion, Tirana Toeschouwers: 20.000 Scheidsrechter: Árpád Kamarás (HUN) |
| 25 mei Balkan Cup 1947 № 5 «onderlinge duels» |         | 29', 69', 79' Iuliu Farkas 48' Iosif Covaci |          | Qemal Stafastadion, Tirana Toeschouwers: 20.000 Scheidsrechter: Árpád Kamarás (HUN) |

|                                                |                           |       |         |                                                                                   |
| 15 juni Balkan Cup 1947 № 6 «onderlinge duels» | Bulgarije                 | 2 – 0 | Albanië | Joenakstadion, Sofia Toeschouwers: 30.000 Scheidsrechter: Miljenko Podubsky (YUG) |
| 15 juni Balkan Cup 1947 № 6 «onderlinge duels» | Trendafil Stankov 1', 20' |       |         | Joenakstadion, Sofia Toeschouwers: 30.000 Scheidsrechter: Miljenko Podubsky (YUG) |

|                                                                      |                                                  |       |         |                                                                                        |
| 20 augustus Balkan Cup 1947 № 7 «onderlinge duels» 18:00 uur (UTC+2) | Hongarije                                        | 3 – 0 | Albanië | Üllői úti stadion, Boedapest Toeschouwers: 15.000 Scheidsrechter: Todor Stoyanov (BUL) |
| 20 augustus Balkan Cup 1947 № 7 «onderlinge duels» 18:00 uur (UTC+2) | János Zsolnai 7' Béla Egresi 25' Ferenc Deák 53' |       |         | Üllői úti stadion, Boedapest Toeschouwers: 15.000 Scheidsrechter: Todor Stoyanov (BUL) |

|                                                     |                                       |       |                                                                         |                                                                                      |
| 14 september Balkan Cup 1947 № 8 «onderlinge duels» | Albanië                               | 2 – 4 | Joegoslavië                                                             | Qemal Stafastadion, Tirana Toeschouwers: 20.000 Scheidsrechter: Viktor Vrhovac (YUG) |
| 14 september Balkan Cup 1947 № 8 «onderlinge duels» | Loro Boriçi 13' Aristidh Parapani 65' |       | 23' Stjepan Bobek 27' Jozo Krnić 31' Rajko Mitić 44' Zvonko Cimermančić | Qemal Stafastadion, Tirana Toeschouwers: 20.000 Scheidsrechter: Viktor Vrhovac (YUG) |

### 1948
|                                                                |          |                |         |                                                                                      |
| 2 mei Balkan Cup 1948 № 9 «onderlinge duels» 17:00 uur (UTC+2) | Roemenië | 0 – 1          | Albanië | Giuleștistadion, Boekarest Toeschouwers: 20.000 Scheidsrechter: Todor Stoyanov (BUL) |
| 2 mei Balkan Cup 1948 № 9 «onderlinge duels» 17:00 uur (UTC+2) |          | 63' Pal Mirash |         | Giuleștistadion, Boekarest Toeschouwers: 20.000 Scheidsrechter: Todor Stoyanov (BUL) |

|                                                                  |         |       |           |                                                                                   |
| 23 mei Balkan Cup 1948 № 10 «onderlinge duels» 17:00 uur (UTC+1) | Albanië | 0 – 0 | Hongarije | Qemal Stafastadion, Tirana Toeschouwers: 20.000 Scheidsrechter: Leo Lemešić (YUG) |
| 23 mei Balkan Cup 1948 № 10 «onderlinge duels» 17:00 uur (UTC+1) |         |       |           | Qemal Stafastadion, Tirana Toeschouwers: 20.000 Scheidsrechter: Leo Lemešić (YUG) |

|                                                                   |             |       |         |                                                                         |
| 27 juni Balkan Cup 1948 № 11 «onderlinge duels» 17:00 uur (UTC+1) | Joegoslavië | 0 – 0 | Albanië | Avala, Belgrado Toeschouwers: 25.000 Scheidsrechter: Nikola Gelev (BUL) |
| 27 juni Balkan Cup 1948 № 11 «onderlinge duels» 17:00 uur (UTC+1) |             |       |         | Avala, Belgrado Toeschouwers: 25.000 Scheidsrechter: Nikola Gelev (BUL) |

### 1949
|                                                                        |                        |       |                  |                                                                                         |
| 23 oktober Vriendschappelijk № 12 «onderlinge duels» 15:00 uur (UTC+2) | Roemenië               | 1 – 1 | Albanië          | Stadionul Republicii, Boekarest Toeschouwers: 40.000 Scheidsrechter: György Dankó (HUN) |
| 23 oktober Vriendschappelijk № 12 «onderlinge duels» 15:00 uur (UTC+2) | Iosif Petschovschi 23' |       | 49' Qamil Teliti | Stadionul Republicii, Boekarest Toeschouwers: 40.000 Scheidsrechter: György Dankó (HUN) |

|                                                                        |                    |       |                                          |                                                                                              |
| 6 november Vriendschappelijk № 13 «onderlinge duels» 12:00 uur (UTC+1) | Polen              | 2 – 1 | Albanië                                  | Wojska Polskiegostadion, Warschau Toeschouwers: 35.000 Scheidsrechter: Jozef Nemčovský (TCH) |
| 6 november Vriendschappelijk № 13 «onderlinge duels» 12:00 uur (UTC+1) | Gerard Cieślik 16' |       | 55' (pen.) Zihni Gjinali 88' Józef Kohut | Wojska Polskiegostadion, Warschau Toeschouwers: 35.000 Scheidsrechter: Jozef Nemčovský (TCH) |

|                                                                         |         |       |           |                                                                                          |
| 17 november Vriendschappelijk № 14 «onderlinge duels» 15:00 uur (UTC+2) | Albanië | 0 – 0 | Bulgarije | Balgarska Armijastadion, Sofia Toeschouwers: 30.000 Scheidsrechter: Jaroslav Vlček (TCH) |
| 17 november Vriendschappelijk № 14 «onderlinge duels» 15:00 uur (UTC+2) |         |       |           | Balgarska Armijastadion, Sofia Toeschouwers: 30.000 Scheidsrechter: Jaroslav Vlček (TCH) |

|                                                       |                 |       |                                                           |                                                                                      |
| 29 november Vriendschappelijk № 15 «onderlinge duels» | Albanië         | 1 – 4 | Roemenië                                                  | Qemal Stafastadion, Tirana Toeschouwers: 40.000 Scheidsrechter: Ferenc Palásti (HUN) |
| 29 november Vriendschappelijk № 15 «onderlinge duels» | Pal Mirashi 50' |       | 22', 57' Ioan Lungu 33' Gheorghe Vaczi 68' Ştefan Filotti | Qemal Stafastadion, Tirana Toeschouwers: 40.000 Scheidsrechter: Ferenc Palásti (HUN) |

Albanië · België · Bulgarije · Denemarken · Duitsland · Engeland · Estland · Finland · Frankrijk · Griekenland · Hongarije · Ierland · IJsland · Israël · Italië · Joegoslavië · Kroatië · Letland · Litouwen · Luxemburg · Nederland · Noord-Ierland · Noorwegen · Oostenrijk · Polen · Portugal · Roemenië · Schotland · Slowakije · Spanje · Tsjecho-Slowakije · Turkije · Wales · Zweden · Zwitserland
FSHF · A-internationals · Bondscoaches · Statistieken · Albanees vrouwenelftal · Olympisch elftal · Albanië U21 · Albanië U20 · Albanië U19 · Albanië U18 · Albanië U17 · Albanië U16
1946 – 1949 · 
1950 – 1959 · 
1960 – 1969 · 
1970 – 1979 · 
1980 – 1989 · 
1990 – 1999 · 
2000 – 2009 · 
2010 – 2019 ·
2020 – 2029
EK 2016 · EK 2024
1946 · 
1947 · 
1948 · 
1949 · 
1950 · 
1951 · 
1952 · 
1953 · 
1954 · 1955 · 1956 · 
1957 · 
1958 · 
1959 · 1960 · 1961 · 1962 · 
1963 · 
1964 · 
1965 · 
1966 · 
1967 · 
1968 · 1969 · 
1970 · 
1971 · 
1972 · 
1973 · 
1974 · 1975 · 
1976 · 
1977 · 1978 · 1979 · 
1980 · 
1981 · 
1982 · 
1983 · 
1984 · 
1985 · 
1986 · 
1987 · 
1988 · 
1989 · 
1990 · 
1991 · 
1992 · 
1993 · 
1994 · 
1995 · 
1996 · 
1997 · 
1998 · 
1999 · 
2000 · 
2001 · 
2002 · 
2003 · 
2004 · 
2005 · 
2006 · 
2007 · 
2008 · 
2009 · 
2010 · 
2011 · 
2012 · 
2013 · 
2014 · 
2015 · 
2016 · 
2017 · 
2018 ·
2019 ·
2020 ·
2021 ·
2022 ·
2023 ·
2024
Algerije ·
Andorra ·
Argentinië ·
Armenië ·
Azerbeidzjan ·
Bahrein ·
België ·
Bosnië en Herzegovina ·
Bulgarije ·
Chili ·
China ·
Cuba ·
Cyprus ·
DDR ·
Denemarken ·
Duitsland ·
Engeland ·
Estland ·
Faeröer ·
Finland ·
Frankrijk ·
Georgië ·
Griekenland ·
Hongarije ·
Ierland ·
IJsland ·
Iran ·
Israël · 
Italië ·
Joegoslavië ·
Jordanië ·
Kameroen ·
Kazachstan ·
Kosovo ·
Kroatië ·
Letland ·
Liechtenstein ·
Litouwen ·
Luxemburg ·
Malta ·
Marokko ·
Mexico ·
Moldavië ·
Montenegro ·
Nederland ·
Noord-Ierland ·
Noord-Macedonië ·
Noorwegen ·
Oekraïne ·
Oezbekistan ·
Oostenrijk ·
Polen ·
Portugal ·
Qatar ·
Roemenië ·
Rusland ·
San Marino ·
Saoedi-Arabië ·
Schotland ·
Servië ·
Slovenië ·
Spanje ·
Tsjechië ·
Tsjecho-Slowakije ·
Turkije ·
Vietnam ·
Wales ·
Wit-Rusland ·
Zweden ·
Zwitserland
Frankrijk (2016) · 
Roemenië (2016) · 
Zwitserland (2016)